# Liturgie (Grèce antique)
Vous lisez un « article de qualité » labellisé en 2009.
Cet article concerne l'obligation fiscale pesant sur les riches en Grèce antique. Pour le sens religieux du terme, voir liturgie.

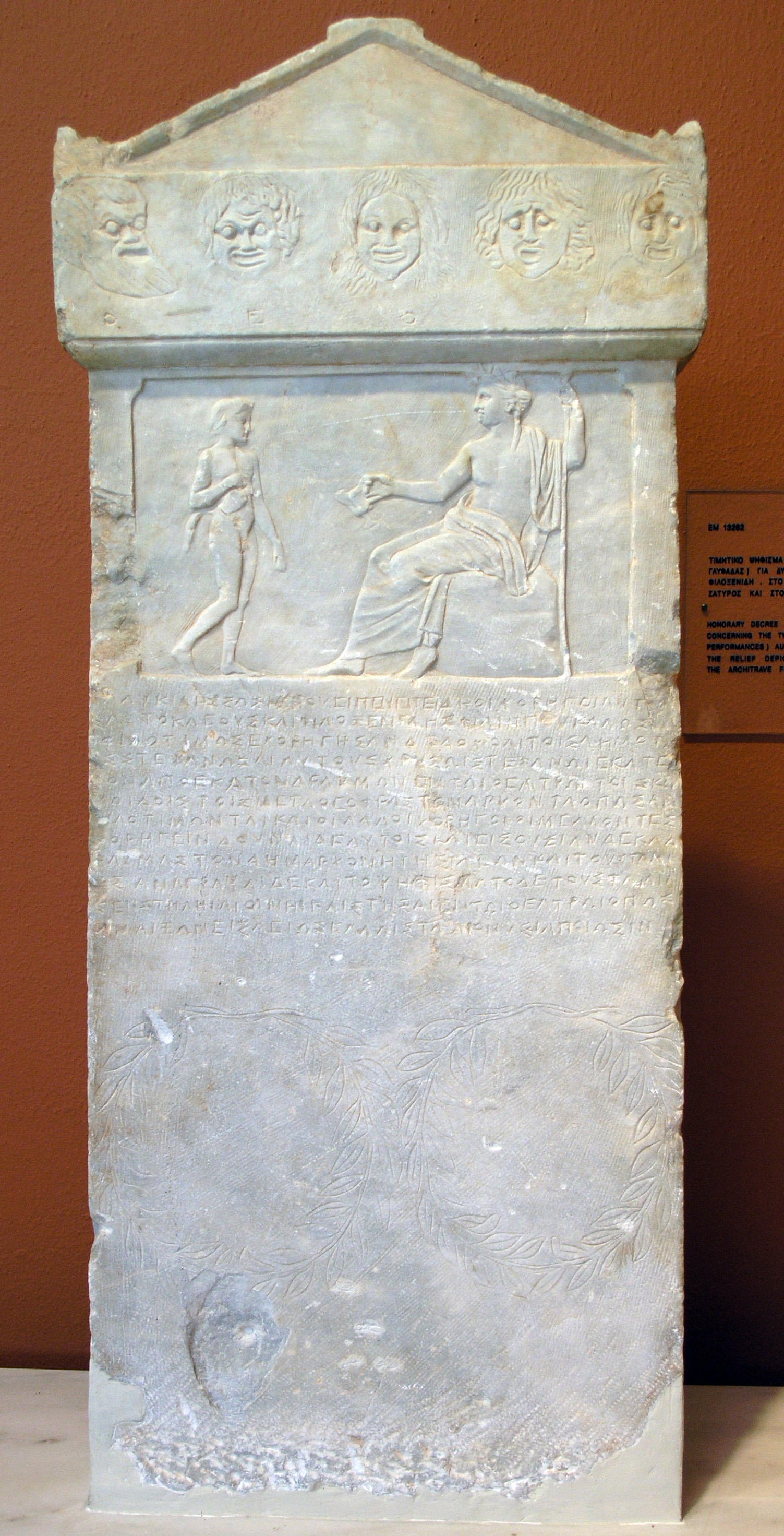
Décret honorifique du dème d'Aixonè commémorant deux chorèges, Auteas et Philoxenides, 312-313 av. J.-C., musée épigraphique d'Athènes.

La liturgie (du grec λειτουργία ou λῃτουργία / leitourgía, de λαός / laós, « le peuple » et de la racine ἐργο / ergo, « faire, accomplir ») est, en Grèce antique, un service public mis en place par la cité et que les plus riches (citoyens ou métèques), avec plus ou moins de bonne volonté, financent et gèrent avec leur fortune personnelle. Elle trouve sa légitimité dans l'idée que « la richesse personnelle n'est possédée que par délégation de la cité » : « Que tu paraisses être en deçà de ces obligations et, je le sais, les Athéniens te châtieront comme s'ils te prenaient à voler leurs propres biens. » Le système liturgique remonte aux premiers temps de la démocratie athénienne et tombe progressivement en désuétude à la fin du IVe siècle av. J.-C. et à l'époque hellénistique face au développement de l'évergétisme.

## Principe et typologie
La liturgie est un des modes de financement privilégié de la cité grecque, dans la mesure où elle permet de faire correspondre à chaque dépense publique une recette facilement accessible. Cette grande souplesse la rend particulièrement adaptée à l'imprévoyance budgétaire de l'époque. Ainsi s'explique le caractère répandu de son usage. Pour autant, aucune stricte uniformité n'est constatée dans les modalités précises de fonctionnement de ces liturgies, aussi bien dans l'espace (d'une cité à l'autre) qu'au fil du temps (selon les époques et les circonstances plus ou moins difficiles auxquelles étaient confrontées les cités grecques).

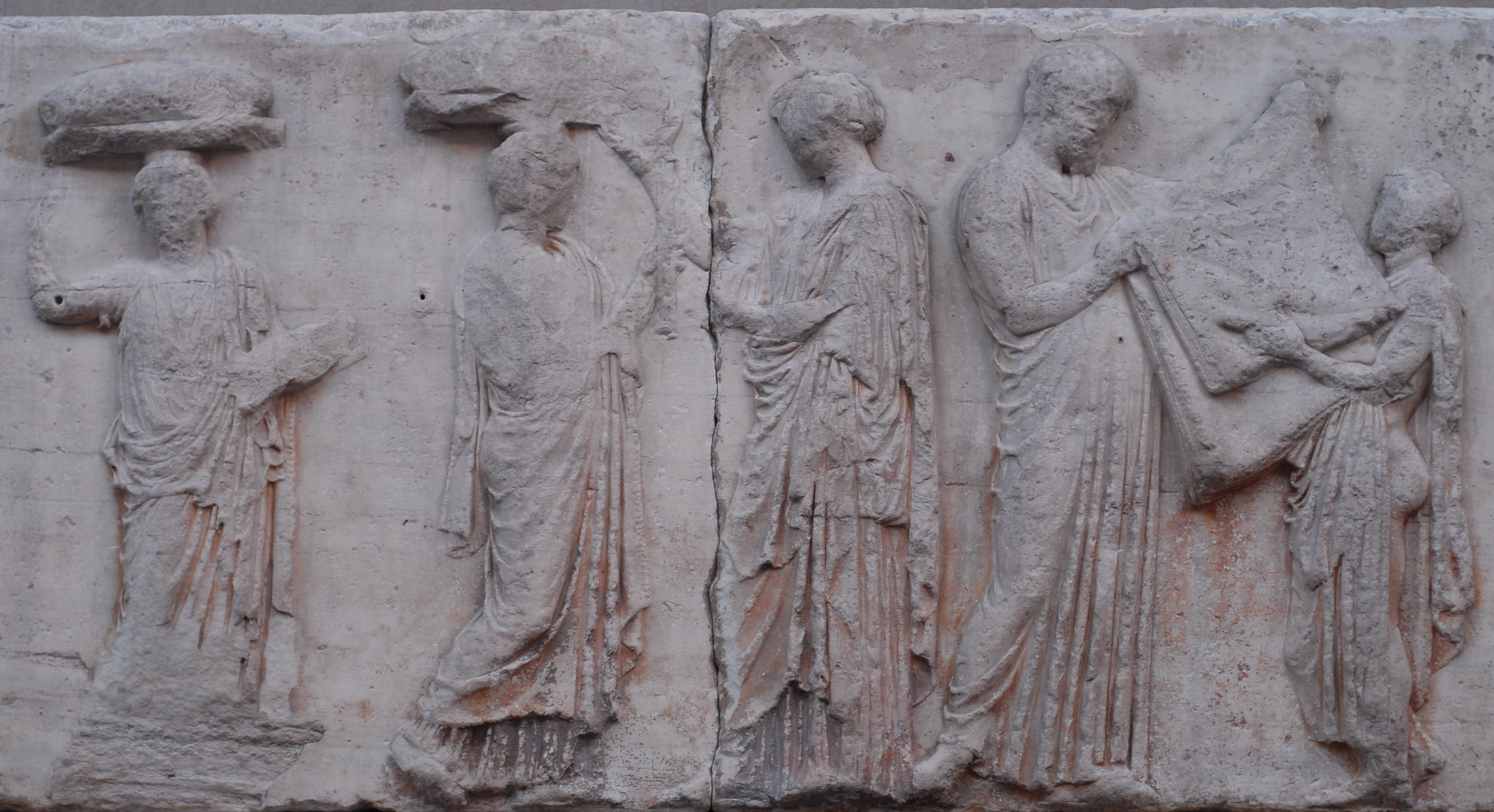
L'arrhéphorie, l'une des liturgies civiles (bloc V de la frise Est du Parthénon)

On peut néanmoins classer les liturgies en deux grandes catégories. Les liturgies civiles ou agonistiques - liées aux concours sportifs et religieux - sont principalement la gymnasiarchie, c'est-à-dire la gestion et financement du gymnase, et la chorégie (χορηγία), c'est-à-dire l'entretien des membres du chœur au théâtre pour les concours tragiques, comiques ou dithyrambiques. Il existe beaucoup d'autres liturgies mineures. L’hestiasis (ἑστίασις) consiste à financer le banquet public de la tribu à laquelle on appartient ; l'archithéorie (ἀρχιθεωρία) à conduire des délégations sacrées aux quatre jeux panhelléniques, ; l'arrhéphorie (ἀρρηφορία) à couvrir les frais des arrhéphores, jeunes filles de la haute société athénienne, au nombre de quatre, qui, aux Panathénées, apportent à Athéna son péplos, lui offrent des gâteaux et lui consacrent les robes blanches ornées d'or qu'elles portent, etc. La créativité est grande en matière de liturgie, « et avec l'empirisme qui caractérise leur attitude en la matière, les cités étaient capables de créer de nouvelles liturgies en fonction de leurs besoins immédiats, ou d'en supprimer le service, temporairement ou définitivement. » Toutes ces liturgies s'inscrivent dans le cadre d'une fête religieuse et sont récurrentes.
Au contraire, on ne recourt aux liturgies militaires qu'en cas de besoin. La principale est la triérarchie, c'est-à-dire l'équipement et l'entretien d'une trière et de son équipage pendant un an. Le triérarque doit en outre en assurer, sous les ordres des stratèges, le commandement, sauf s'il choisit contre rémunération de le confier à un spécialiste, auquel cas sa charge devient purement financière. La proeisphora, plus tardive, consiste à assumer pour son groupe fiscal (symmorie) la charge de l’eisphora, la contribution exceptionnelle levée auprès des riches pour suppléer aux dépenses de guerre. Il a été proposé d'ajouter à leur nombre, l’hippotrophie (ἱπποτροφία), c'est-à-dire l'entretien de chevaux de la cavalerie athénienne après les Guerres médiques, mais il n'est pas certain que cette liturgie ait effectivement existé.
En 355-354 av. J.-C., Démosthène estime à une soixantaine le nombre de liturgies civiles par an à Athènes. Le chiffre est sérieusement sous-évalué. À elles seules, les Dionysies exigent 23 à 32 chorèges, suivant l'époque, auxquels il faut ajouter dix hestiatores. Les Panathénées requièrent au moins 19 liturges par an contre 30 (ou 40, suivant le décompte) pour les Grandes Panathénées qui se tiennent tous les quatre ans ; les Lénéennes, 5 chorèges annuels et les Thargélies, 10. Des liturges sont également requis pour les autres fêtes religieuses, auxquels il faut ajouter des théores pour les Jeux Panhelléniques et l'oracle de Delphes. Un calcul prudent arrive donc à au moins 97 liturges civils par an à Athènes, et à au moins 118 les années de Grandes Panathénées.

## Coût et fonctionnement

### Devenir liturge: mode de désignation

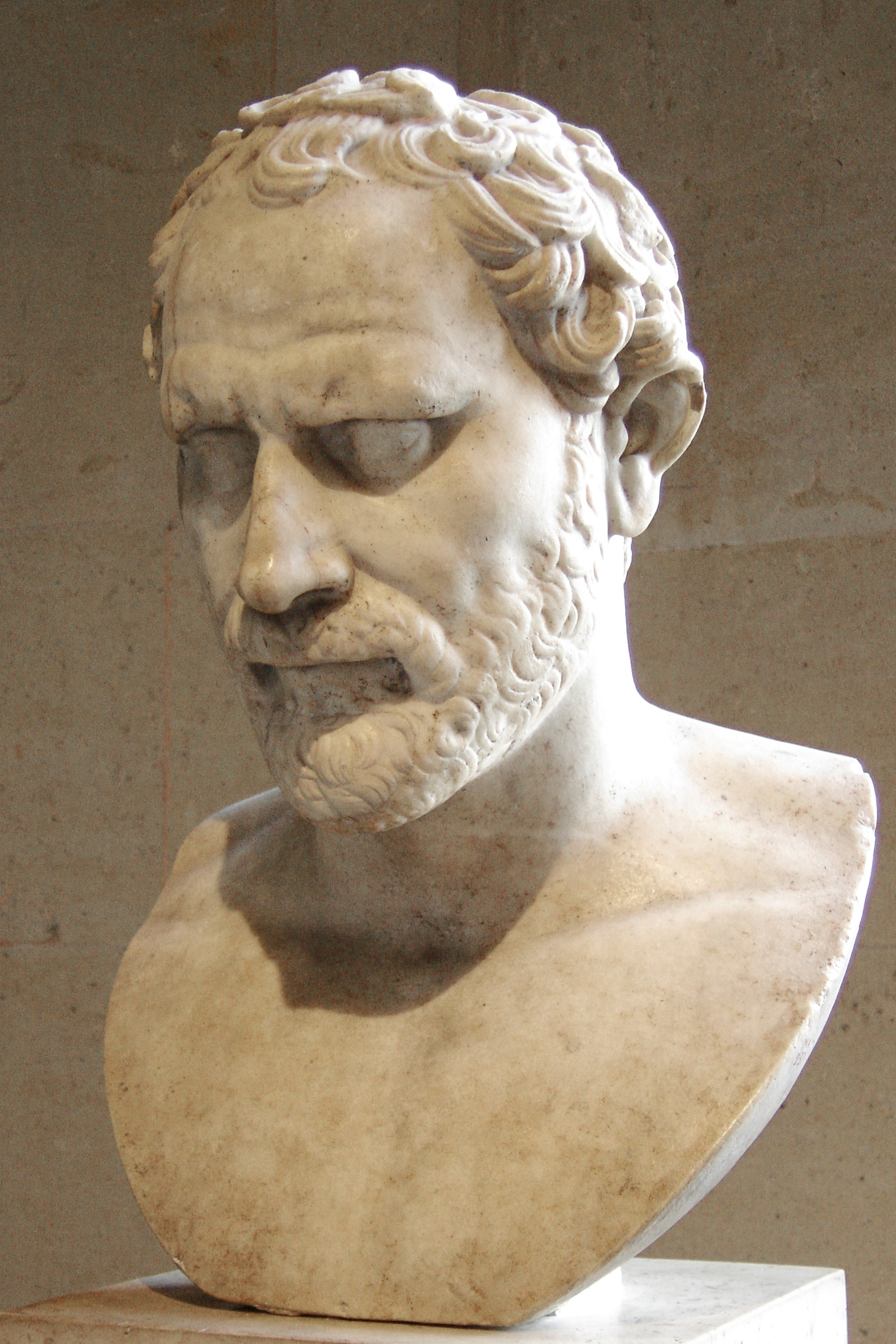
Démosthène, liturge à plusieurs reprises et l'une des principales sources sur la liturgie, musée du Louvre

Le liturge (λειτουργός / leitourgós), c'est-à-dire la personne chargée d'une liturgie, est désigné par les magistrats. Ceux-ci commencent par demander des volontaires, puis désignent ceux qui leur paraissent les plus à même d'assumer la charge. À Athènes, à l'époque d'Aristote, il revient à l'archonte éponyme de désigner les chorèges pour toutes les fêtes religieuses, à l'exception du concours de comédie des Lénéennes, pour lesquelles l'archonte-roi est compétent. Les triérarques sont choisis par le stratège chargé des symmories. Les hestiatores, chargés d'organiser le repas commun de leur tribu, sont nommés par celle-ci. À l'exception de la triérarchie, les métèques sont autant mis à contribution que les citoyens, même s'il semble que leur participation est relativement marginale.
Le choix des liturges se fonde sur l'estimation de la fortune de chacun, conjointement mais non formellement par la cité et les liturges. Il ne semble pas qu'il y ait de « cens liturgique », de seuil précisément fixé correspondant à une fortune déclarée officiellement par le liturge au-delà duquel tout individu serait contraint d'assumer une liturgie. Inversement, des citoyens de fortune relativement modeste peuvent prendre en charge certaines liturgies peu coûteuses. De fait, l'établissement d'un seuil aurait transformé en obligation une dépense que le liturge devait plutôt prendre en charge de sa propre initiative, sans même évoquer, au niveau pratique, les difficultés qu'un tel seuil en valeur absolue aurait entraînées pour la cité en cas d'appauvrissement généralisé de ses membres individuels.
Néanmoins, des seuils informels de fortune au-delà desquels un individu ne peut se dérober à son devoir sont régulièrement évoqués dans les plaidoyers : s'il est évident qu'à Athènes au IVe siècle av. J.-C. un patrimoine de 10 talents fait nécessairement de son titulaire un membre de la « classe liturgique », il semble qu'un citoyen disposant d'une fortune de trois talents soit également amené un jour ou l'autre à en faire partie. Il arrive même que des liturgies peu coûteuses soient prises en charge par des individus moins riches encore, en vue de bénéficier du prestige qu'une telle fonction leur assure : « l'idéologie de la dépense (megaloprepeia) et de l'ambition (philotimia) qui anime l'idéal liturgique trouve à s'investir dans des stratégies individuelles qui permettent à chacun, en fonction de ses disponibilités financières et de ses priorités sociales de prendre en charge, de façon plus ou moins éclatante, des liturgies elles-mêmes plus ou moins lourdes ».
De fait, le niveau de fortune et la part ponctionnée dans le capital de chacun est fort variable, tout comme les effectifs de cette « classe liturgique » socialement peu homogène. Ces derniers peuvent être estimés, pour l'Athènes classique, à un nombre situé entre 300 et 1 200 individus, voire 1 500 ou même 2 000 si l'on prend en compte la nécessité de ne pas confondre le nombre de personnes nécessaires au fonctionnement du système et le contingent de ceux qui assument effectivement les liturgies : le nombre d'individus concernés au cours de leur vie est nécessairement supérieur au nombre total de liturgies du fait des exemptions provisoires possibles et de la dimension agonistique du système liturgique. Pour ces raisons d'une part, du fait des variations de fortune (qu'elles soient liées à la vie économique ou à la division héréditaire des patrimoines) des individus d'autre part, cette « classe liturgique » ne peut être considérée comme un groupe clos : elle se renouvelle en permanence, bien que marginalement, par l'adjonction de « nouveaux riches » et la descension sociale de certaines des familles qui la composent.
Le caractère très empirique du mode de désignation des liturges, fondé sur un certain consensus social intégré par les riches eux-mêmes, s'appuie sur « une idéologie agonistique et somptuaire d'origine “aristocratique”, développée à l'époque archaïque, et entretenue à son profit par la cité démocratique : […] les liturges, loin d'être les rouages passifs d'une structure “administrative” qui les contraindrait à payer, sont les acteurs d'un système qu'ils font fonctionner à leur profit ». Concrètement, le système repose donc essentiellement sur le volontariat et la reproduction sociale : la plupart de ceux des Athéniens à être inscrits sur la liste des triérarques l'ont déjà été auparavant, ou sont les descendants d'anciens triérarques, ce qui implique une relative stabilité du groupe des triérarques. Pour les liturgies civiles, notamment la chorégie, il ne semble pas qu'il y ait l'équivalent de cette liste : les plus riches les prennent en charge volontairement, sous la pression du regard des autres citoyens et conformément à des stratégies individuelles visant à acquérir la reconnaissance sociale correspondant à leur fortune. Au demeurant, leur liberté était souvent réduite : à ceux des citoyens ou des riches métèques qui seraient tentés de dissimuler leurs biens pour échapper à leur charge, la menace d'un procès en échange de fortune (antidosis) les en dissuade, tout comme, plus fondamentalement, la forte pression sociale et l'image détestable qu'une telle réticence à contribuer au bien public leur assurerait au sein de leur cité.

### Assumer une liturgie: poids financier

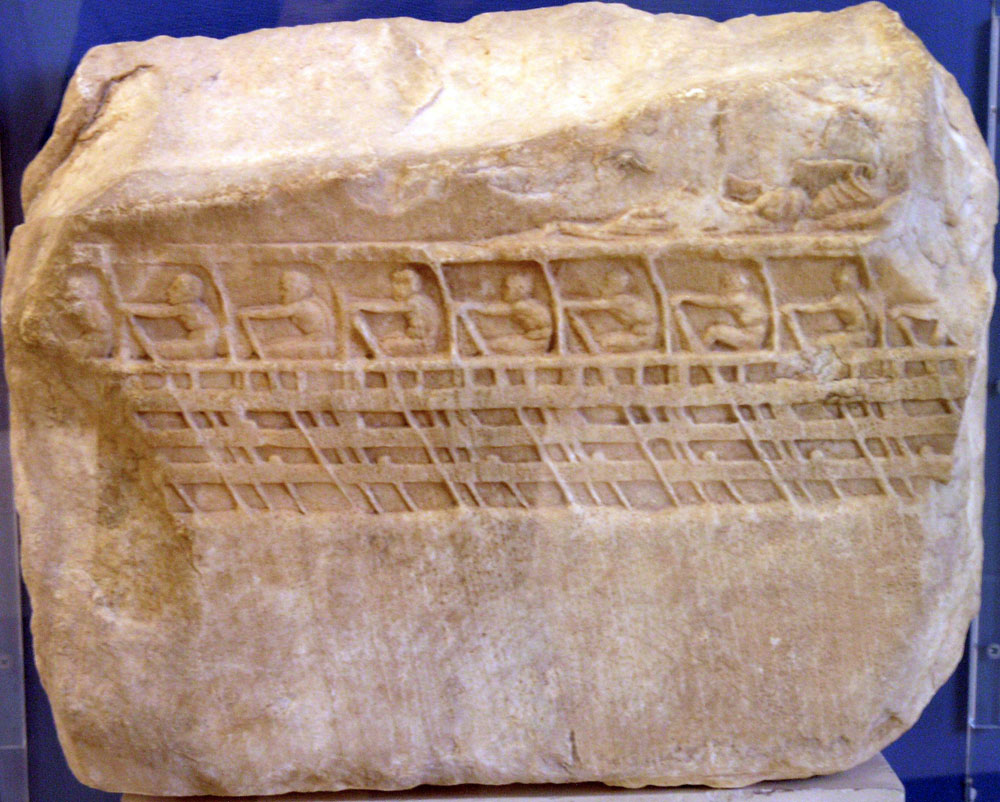
L'armement d'une trière, la plus coûteuse des triérarchies (relief Lenormant, vers 410-400 av. J.-C., musée de l'Acropole d'Athènes)

Si la prise en charge des liturgies est réservée aux plus riches, le coût de chacune varie fortement en fonction à la fois de leur contenu et de l'éclat que le liturge veut donner à sa fonction. La moins coûteuse est l’eutaxia (εὐταξία), connue par une seule mention, qui ne représente que 50 drachmes ; sa nature n'est pas connue — elle concernait peut-être les Amphiareia d'Oropos et n'a probablement pas duré longtemps. Un chœur dithyrambique aux Panathénées ne coûte que 300 drachmes. En revanche, l'investissement d'un chorège aux Dionysies peut représenter jusqu'à 3 000 drachmes, voire, « en comptant la consécration du trépied, 5 000 drachmes ».
La dépense est encore plus importante pour la triérarchie, même si elle peut varier en fonction de la générosité du triérarque d'une part, de la durée de la campagne militaire et de l'état initial du navire qui lui est confié d'autre part. La somme investie, de l'ordre au minimum de 2 000 à 3 000 drachmes, s'établit le plus souvent aux alentours de 4 000 à 6 000 drachmes : un plaideur défendu par Lysias déclare avoir, en sept ans de triérarchie, déboursé six talents, et Démosthène dit qu'« avec un talent, les triérarques font les frais de la triérarchie ». Le poids de ces liturgies explique l'apparition de la syntriérarchie, qui permet de répartir la charge financière sur deux personnes et, en 357, la mise en place à Athènes, par Périandre, de 20 symmories de 60 contribuables : en élargissant les assujettis à la triérarchie de 300 à 1 200 individus, on cherche alors à diminuer leur poids pour les triérarques. Un tel élargissement, cependant relatif (cela représente seulement 2,5 % de l'ensemble de la population mâle libre athénienne), est d'autant plus nécessaire qu'avec la réforme de l'eisphora en 378-377, une nouvelle liturgie, la proeisphora s'impose aux plus riches des Athéniens, chargés d'avancer la somme affectée au groupe de citoyens (symmorie) auquel ils sont rattachés, à charge pour eux de se faire rembourser la part due par les autres membres de la symmorie, ce qui n'est d'ailleurs pas toujours possible.
De telles sommes, même pour les plus riches, sont importantes : en s'appuyant sur un taux de rendement de la terre de 8 %, les plus pauvres des liturges, ceux qui disposent d'un patrimoine de dix talents comme Démosthène en 360/59 par exemple, voient l'intégralité de leurs revenus de l'année absorbés par une triérarchie — d'où le recours régulier à l'emprunt pour payer les liturgies dont on est redevable. Dans un discours de Lysias, un plaideur déclare : « mon père, dans tout le cours de sa vie, a plus dépensé pour la cité que pour lui-même et pour sa famille — le double de ce que nous avons maintenant, comme il l'a souvent calculé devant moi. » À titre de comparaison, la liturgie la moins coûteuse, une chorégie aux Panathénées, représente presque un an de salaire d'un ouvrier qualifié au Ve siècle av. J.-C. et les plus coûteuses plus du triple du cens hoplitique, c'est-à-dire du seuil à partir duquel un Athénien doit servir comme fantassin lourd.

### Échapper à une liturgie

#### Exemptions

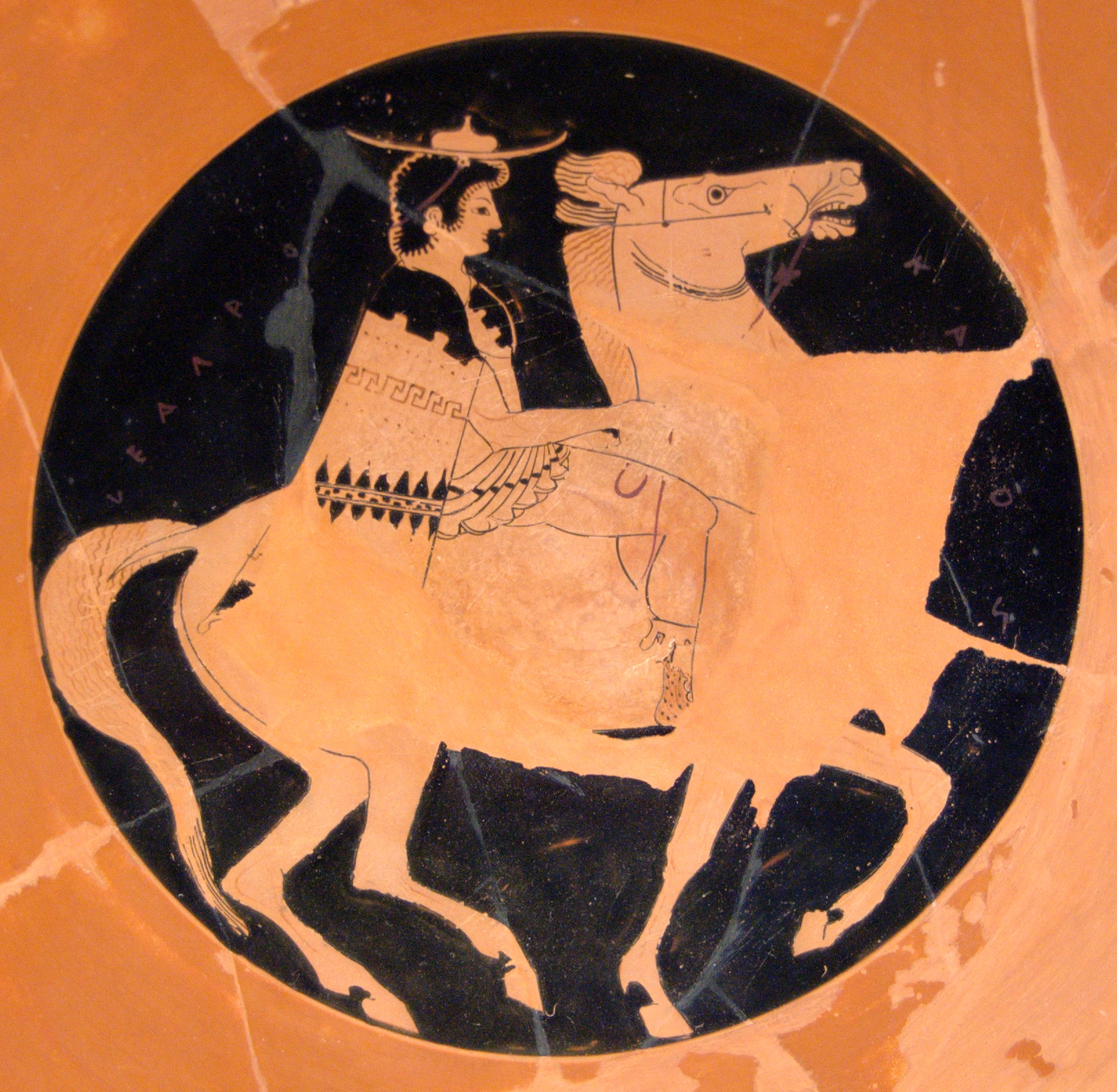
Le service dans la cavalerie, peut-être un motif d'exemption (coupe d'Euphronios, Staatliche Antikensammlungen de Munich)

Des exemptions (σκήψεις / skếpseis) sont possibles. Elles profitent aux orphelins, aux épiclères, aux mineurs et plus généralement à ceux qui n'atteignent pas l'âge requis — 40 ans accomplis pour un choreute, par exemple —, aux archontes en exercice (au moins pour la triérarchie), aux clérouques ou encore aux invalides. En outre, des citoyens ou des métèques peuvent se voir accorder, pour services rendus à la cité, une exemption honorifique des impôts et charges (ἀτέλεια / atéleia), mais celle-ci ne s'applique « ni pour les triérarchies, ni pour les contributions en vue de la guerre » (proeisphora).
Ceux qui sont ou ont été liturges jouissent également d'exemptions temporaires. Ainsi, on ne peut pas être contraint à deux liturgies en même temps ; on ne peut pas être obligé d'assurer deux fois de suite la même liturgie civile. Le liturge d'une fête religieuse ne peut se voir imposer une liturgie l'année suivante ; un triérarque a droit à un répit de deux ans. Il est possible que les citoyens servant dans la cavalerie athénienne soient exemptés de la triérarchie.
Ces exemptions légales permettent à un riche Athénien d'échapper à une liturgie, mais elles ne l'y contraignent pas : un volontaire peut cumuler toutes celles qu'il souhaite. Ainsi, un plaideur anonyme défendu par Lysias dit avoir été chorège trois années de suite et triérarque pendant sept ans. Il énumère plusieurs autres liturgies assumées pendant cette période, indiquant ainsi qu'il assumait parallèlement plusieurs liturgies, ce qui l'amène sur une période de huit années à dépenser douze talents, soit plus d'un talent par an. Cependant, il est rare que les citoyens renoncent à une exemption, et le catalogue du plaideur anonyme a paru douteux ou exceptionnel à certains historiens.

#### Antidosis
L’antidosis, au sujet duquel la source principale est le Contre Phainippos de Démosthène, est une autre échappatoire. Le liturge fraîchement désigné a la possibilité de dénoncer un autre citoyen qu'il juge plus riche que lui ; ce dernier a alors le choix d'accepter la liturgie, d'accepter un échange de fortunes ou de se lancer dans un procès. Dans ce dernier cas, un jury populaire doit désigner le plus riche des deux, qui devra assumer la liturgie. Pour ce qui est des triérarchies, les Athéniens étaient soucieux que le problème soit réglé rapidement : le procès devait alors se dérouler « dans l'espace d'un mois. »
Devant l'étrangeté du procédé, des historiens ont douté de la réalité de l'échange de biens et suggéré que l'échange portait en réalité sur la liturgie elle-même, mais d'autres estiment que cela contredit la lettre du Contre Phainippos, où l'échange des biens serait explicitement évoqué par le plaideur : « J'ai adressé une sommation à Phainippos, et je la renouvelle, juges : je lui fais donation et abandon de toute ma fortune, y compris les biens miniers, s'il me livre son seul domaine, franc et quitte, tel qu'il était la première fois que je m'y suis rendu avec des témoins, et s'il remet en même place les blés, les vins et autres fruits qu'il a retirés des bâtiments après avoir brisé les scellés apposés sur les portes. » Cependant, il est possible que la pose des scellés ne serve qu'à évaluer les fortunes respectives.
Il semble que l’antidosis n'ait pas été chose rare, comme en témoigne une plaisanterie d'Ischomaque, le riche protagoniste de l’Économique de Xénophon. Alors que Socrate lui demande pourquoi on l'appelle un « homme comme il faut » (καλὸς κἀγαθὸς / kalòs kagathós), il répond : « s'agit-il d'un échange (antidosis) pour une charge de triérarque ou de chorège, ce n'est pas “l'homme comme il faut” que l'on demande ! » Cependant, si de nombreux exemples sont connus où de telles affaires furent plaidées (le discours pour une procédure d’antidosis fait partie du répertoire standard des logographes, rédacteurs professionnels de discours judiciaires), aucun cas d'échange effectivement réalisé n'est disponible.

#### Dissimulation
Le moyen le plus simple pour éviter le poids des liturgies consiste à dissimuler sa fortune, ce qui est très facile à Athènes : les propriétés sont fragmentées et aucun cadastre ne permet d'apprécier l'ensemble des biens fonciers d'un individu. Les biens convertis en liquide disparaissent encore plus aisément de la vue publique, que leur propriétaire choisisse de les enterrer ou de les placer à la banque : on parle ainsi de « richesse invisible » (ἀφανὴς οὐσια). La cité demande bien à chaque individu riche une estimation de sa propre fortune (τίμημα) dans le cadre de l’eisphora, mais celle-ci manque tout autant de fiabilité. Les métèques sont particulièrement bien placés pour sous-évaluer leur fortune, puisque leur fortune est mobilière : ils ne sont pas censés posséder des terres en Attique.
La dissimulation semble avoir été répandue, au point qu'un client de Lysias se vante de ce que son père n'y ait jamais recouru : « Quand il aurait pu rendre sa fortune invisible et nous priver ainsi de son aide, il a tenu à ce que vous fussiez au courant ; de la sorte voulût-il être un mauvais citoyen, il ne le pouvait pas, il devait s'acquitter des contributions et des liturgies. » Selon Démosthène, les riches dissimulent habituellement leur fortune et ne la révèlent au public que lorsque la guerre menace leurs personnes ou leurs biens. L'accusation d'évasion des charges publiques est un grand classique des discours judiciaires : les plaideurs jouent clairement sur le préjugé du jury selon lequel tous les riches préfèrent, s'ils le peuvent, éviter de payer.

## Succès et limites des liturgies

### Une contrainte recherchée
Malgré le poids financier que représentaient les liturgies, leurs titulaires s'en acquittaient le plus souvent volontiers. « C'était une entreprise dont tout citoyen aimait à s'enorgueillir et, s'il était politiquement engagé, dont il se prévalait devant son auditoire, surtout s'il était l'accusé d'un procès politique ». Les inscriptions honorifiques disponibles montrent que, régulièrement, certains citoyens ou riches métèques « allaient au-devant de leurs obligations », en se portant volontaires (ἐθελοντής), comme Démosthène en 349 av. J.-C., pour assurer des liturgies parfois fort coûteuses auxquelles ils auraient pu échapper. Les liturges peuvent également se distinguer en engageant des sommes bien supérieures au strict minimum. Ainsi, dans un discours de Lysias, le plaideur énumère les liturgies auxquelles il s'est soumis et souligne : « si j'avais voulu m'en tenir aux termes de la loi, je n'aurai pas même fait le quart de ces dépenses ».
Ce même plaideur ajoute même un peu plus loin : « voici en effet comment j'en use avec la cité : dans ma vie privée, je suis économe, mais les charges publiques, je m'en acquitte avec plaisir, et je suis fier, non des biens qui me restent, mais des dépenses que j'ai faites pour vous ». Tout en faisant la part de l'exagération destinée à amadouer le jury, il ne faut pas douter de la sincérité de cette proclamation. Il s'agit ici d'un point de vue partagé par l'essentiel des liturges, point de vue qui s'explique par la position sociale et le prestige, proportionnel aux efforts financiers accomplis, que les liturgies confèrent à ceux qui s'en acquittent, dans la mesure où elles leur donnent « la satisfaction d'être assumées en leur nom propre, avec les retombées de toutes sortes qu'entraîne un acte destiné à autrui et dont l'auteur est clairement identifié ».
La prise en charge d'une liturgie s'inscrit dans la logique aristocratique du don et peut être considérée comme une « survivance des mœurs nobles » dans la cité démocratique. Plus précisément, en établissant tacitement un « contrat » mutuellement profitable entre la cité et les plus fortunés de ses membres, le système liturgique, « tout en reconnaissant aux riches une place éminente, “court-circuite” les formes de patronage individuel et place in fine la cité bénéficiaire en position d'autorité ». La grande liberté laissée aux liturges est en l'espèce décisive : on assigne une tâche, un objectif au liturge, en lui laissant toute discrétion pour définir la somme à engager afin de l'atteindre. Le désir de ce dernier de se conformer à l'idéal agonal d'une élite dont il se réclame est ainsi utilisé à son bénéfice par la cité : aucune limite, inférieure ou supérieure, n'est fixée, et « la mentalité agonistique héritée de l'aristocratie archaïque » suffit pour assurer une certaine émulation, entre liturges, dans le dévouement au bien commun, émulation qu'entretient la cité en mettant à l'honneur les plus généreux d'entre eux.
À la libéralité de la dépense (φιλοτιμία / philotimia) répond la reconnaissance (χάρις / charis) de la cité : les plus prodigues des liturges se voient gratifiés d'inscriptions honorifiques ou de couronnes d'argent dont le caractère relativement modique n'enlève rien au prestige qu'elles assurent à leurs bénéficiaires. Par exemple à Athènes, les triérarques sont souvent soucieux d'obtenir l'une des couronnes d'or de 500, 300 et 200 drachmes destinées aux trois premiers triérarques à conduire leur navire au môle. De même, le chorège, lorsque l'auteur dramatique dont il finance le chœur remporte le concours, partage avec lui la gloire de sa victoire (il reçoit un prix et peut élever à cette occasion un monument commémoratif), comme cela fut le cas pour le jeune Périclès lors de la victoire des Perses d'Eschyle en 472. La chorégie est de ce fait une liturgie davantage appréciée que la triérarchie, plus ingrate. On veille à payer le chœur le plus à même d'emporter la décision face à un public attentif au faste déployé par chaque chorège.
La liturgie constitue en effet une opportunité « avec ses biens, à la fois d'affirmer son dévouement envers la cité et de revendiquer sa place parmi les gens qui comptent », pour mieux se faire valoir sur le plan politique et tenir son rang — ou celui auquel on aspire — dans la cité : en consacrant sans compter sa fortune au bien public, en payant « de son bien et de sa personne », le liturge se distingue du vulgum pecus et obtient du peuple de la cité la confirmation de la légitimité de sa position dominante, qu'il fera notamment fructifier lorsqu'il est partie prenante dans un procès ou lors des élections aux magistratures. Ainsi, les liturges, qui regroupent au mieux 10 % des citoyens athéniens au IVe siècle av. J.-C., représentent un tiers des hommes politiques suffisamment notables pour que les sources contemporaines les citent ; ils correspondent aussi au tiers des Athéniens intervenant à cette époque à l'Assemblée pour proposer un décret. De son côté, en jouant des valeurs même de ses élites, la cité démocratique les contrôle, obtient leur adhésion au projet communautaire et assure son financement.

### Réticences des liturges auIVesiècleav. J.-C.
Le principe liturgique est d'abord bien accepté, car il est mutuellement bénéfique à la cité et aux riches aristocrates, mais il subit une première remise en cause au Ve siècle av. J.-C. lorsque Périclès institue le misthos, indemnité attribuée aux citoyens siégeant dans les tribunaux publics, pour substituer aux liens de clientèle créés par la magnificence avec laquelle Cimon s'acquitte de ses liturgies une rétribution en quelque sorte anonyme visant à permettre au citoyen athénien de tenir son rôle en se dégageant de la « dette morale » contractée auprès des plus riches.

#### Une charge toujours plus lourde et moins valorisante
C'est surtout la guerre du Péloponnèse et l'accroissement des dépenses militaires qui fragilisent le financement liturgique des dépenses publiques : les triérarchies se multiplient, mais les riches tentent de plus en plus d'y échapper. Émerge chez eux l'idée que leur fortune n'est pas en premier lieu destinée à servir la cité, mais leur bien personnel, même si ce mouvement « se fait discrètement, insensiblement, sans même que les citoyens riches osent se l'avouer vraiment ». Ainsi, en 415 av. J.-C., les riches partisans de Nicias, hostiles comme lui à l'expédition de Sicile, préfèrent ne pas intervenir pour ne pas donner le sentiment de se préoccuper davantage de leur intérêt individuel que de celui de la cité. En 411 av. J.-C., les plus riches ont moins de scrupule à défendre leurs intérêts privés, lorsqu'ils mettent en place le régime oligarchique des Quatre-Cents, et en 405 av. J.-C., l'un des personnages des Grenouilles d'Aristophane remarque ainsi qu'on « ne trouve plus de riche pour être triérarque : il enfile des guenilles et il se répand en jérémiades : “je suis indigent !” ».
La cité, sortie de la guerre appauvrie et chargée de la dette contractée par les Trente, sollicite à nouveau les plus riches, mais le volontariat a tendance à devenir exceptionnel, surtout pour la triérarchie : un client de Lysias le présente même comme un acte louche,. Ce dernier exemple manifeste le développement d'une certaine défiance vis-à-vis du principe liturgique dans la première moitié du IVe siècle av. J.-C., tendance renforcée par les efforts militaires et financiers consentis lors de la guerre de Corinthe (395-386). La guerre sociale (357-355), également coûteuse, marque la fin, au milieu du siècle, du rêve à un retour de l'impérialisme athénien et aux revenus importants qu'il assurait à la cité. Dès lors, la nécessité pour l'État athénien de trouver de nouvelles sources de financement ne peut passer que par une meilleure gestion des biens publics (politique d'Eubule puis de Lycurgue), mais également par une pression financière accrue sur les plus riches.
À chaque étape, l'impérieuse nécessité du financement de la cité tend à transformer en contrainte, en obligation, ce qui était considéré jusque-là comme un don librement consenti par un individu soucieux de démontrer son arété. Les plaintes qui émanent des sources ont certes une indéniable dimension idéologique et politique d'hostilité au démos : Xénophon comme Isocrate soulignent que « les liturgies sont une arme dans les mains des pauvres ». Pourtant, les liturges les moins fortunés, ceux dont la condition sociale est la plus proche du citoyen moyen prompt à dénoncer le manque de civisme des plus riches, ceux qui seraient sans doute les moins enclins à faire leur l'hostilité à la démocratie de l’oligarque (le réactionnaire) des Caractères de Théophraste, semblent sans difficulté entonner son air : « Quand cessera-t-on de nous ruiner en liturgies et en triérarchies ? ». Face aux exigences financières toujours plus lourdes de la cité, ils se voient dans l'obligation de « choisir entre conservation du patrimoine et conformité aux valeurs de l'élite ».
« Qui plus est, les aspects symboliques du fonctionnement liturgique, sans toutefois disparaître, s'estompent au profit de son aspect instrumental ». De fait, l'essentiel des récriminations portent sur les liturgies qui n'assurent pas de valorisation sociale (proeisphora, syntriérarchie), ou sur les contributions directes, notamment l'eisphora : même si la charge financière qu'elles représentent est bien moins lourde que les liturgies classiques, elles ne permettent pas au liturge de faire valoir son excellence.

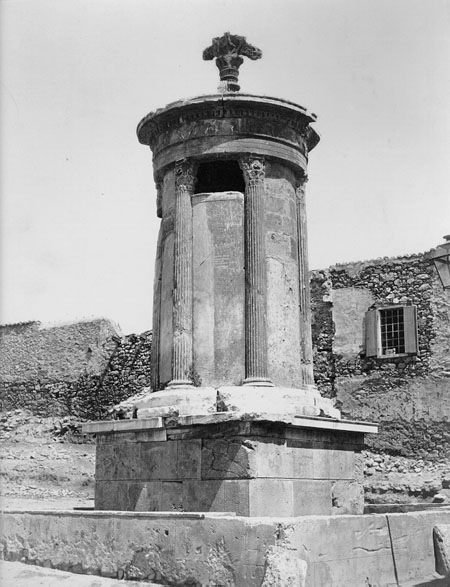
Le monument chorégique élevé par Lysicrate en 335-334 av. J.-C. pour commémorer son premier prix

#### Dilution de la dépense et stratégies d'évitement
L'importance des réticences se manifeste de différentes façons. Ainsi des tentatives ou projets d'élargissement du groupe des citoyens ou métèques soumis aux liturgies : Démosthène propose ainsi en 354 d'établir à 2 000 le nombre de triérarques. Certains prennent leur temps pour assurer la fonction qui leur est assignée, comme Polyclès, qui néglige de prendre en charge le navire qui lui a été dévolu, contraignant son prédécesseur Apollodore à prolonger son service de plusieurs mois. D'autres choisissent de ne dépenser que le strict minimum : Isocrate explique avoir accompli son devoir sans gaspillage ni négligence et un client de Lysias explique au jury qu'il n'y a rien de mal à faire preuve de modération dans la dépense. Certains assujettis se lancent dans des procédures d'échange (antidosis), malgré l'opportunité que de telles tentatives de se dérober à ses devoirs de liturges offraient à leurs adversaires pour les discréditer dans un éventuel procès futur. Enfin, la solution la plus radicale consiste à dissimuler sa richesse.
La chronologie exacte de ce phénomène pose cependant problème : le passage d'une adhésion au principe liturgique à son rejet chez les individus qui y sont astreints est difficile à dater précisément. Le basculement a-t-il lieu dès le début du IVe siècle av. J.-C. ou seulement dans la deuxième moitié du siècle ? Les historiens semblent avoir des difficultés pour dégager à ce sujet une réponse ferme. Comme le fait remarquer Jacques Oulhen à propos de la question liturgique : « la documentation disparate et allusive fournit des informations d'apparence contradictoire, dont il n'est pas possible de rendre compte intégralement. Les divergences d'interprétations demeurent donc nombreuses, et ce dossier d'institutions demeure l'un des plus techniques et des plus discutés de l'histoire athénienne du IVe siècle av. J.-C. ». Reste que, si elle est très progressive, la tendance n'est pas contestée : plus le siècle avance, plus l'équilibre instable du consensus social autour du principe liturgique semble fragilisé.

#### Volonté somptuaire et souci du bien public
Du reste, la volonté, plus marquée qu'auparavant, des liturges de disposer d'un « retour sur investissement » rapide (notamment en considérant qu'elles devraient entraîner quasi automatiquement la clémence du jury dans les procès où ils sont impliqués) entraînent chez les simples citoyens un mouvement parallèle de réévaluation de chaque liturgie au crible de son utilité. Lycurgue en 330 n'hésite pas à établir sur ce critère une hiérarchie entre elles : 

« Toutefois, il y en a parmi eux, qui, renonçant désormais à vous convaincre par des arguments, cherchent à obtenir la grâce des accusés, en alléguant leurs liturgies ; rien ne m'indigne davantage : à ce compte, des charges qu'ils ont recherchées pour la gloire de leur maison seraient donc un titre à des faveurs nationales ! Ce n'est pas pour avoir nourri des chevaux, ou payé de somptueuses chorégies, ou fait d'autres largesses de cet ordre, que l'on a droit à votre gratitude : dans ces occasions là, c'est pour soi seul que l'on obtient une couronne, sans le moindre bénéfice pour les autres. Mais s'acquitter avec éclat d'un triérarchie, avoir entouré la ville de murs pour la protéger, avoir dispensé ses libéralités pour le salut de la cité : voilà qui est agir pour le bien public et dans l'intérêt de vous tous. Ce sont les libéralités où se révèle le dévouement d'un citoyen ; les autres ne prouvent que la richesse de ceux qui les ont faites. Au reste, je ne crois pas que personne ait jamais pu rendre d’assez grands services à l’État, pour prétendre à obtenir, comme récompense, qu’on lui permette de soustraire les traîtres au châtiment. »

La remise en cause de certaines dépenses liturgiques dont le caractère trop somptuaire est distinguée, à l'instar du monument chorégique élevé par Lysicrate en -335/-334, pourrait constituer à la fois « une forme superlative d'attachement à une éthique liturgique en partie révolue […] et un danger pour l'équilibre social idéal (et idéalisé) associé aux liturgies ». Ce déploiement de faste suggérait à la fois la puissance de la richesse individuelle et l'impuissance de la cité. On prit acte dès lors de cette évolution et, pour ne pas rompre la communauté d'intérêt entre ces deux groupes, on choisit d'utiliser le désir, générateur de tensions sociales, comme le montre l'interdiction faites aux femmes, à l'initiative de Lycurgue, de se rendre à Éleusis en char « pour ne pas humilier les femmes du peuple ». et, plus tard, en -317, les lois somptuaires de Démétrios de Phalère (limitation du nombre de participants aux banquets, de la parure féminine, de l'ostentation funéraire), des plus riches d'exhiber leur richesse en glissant peu à peu du système liturgique à l'évergétisme.

#### Développement de l'évergétisme à l'époque hellénistique

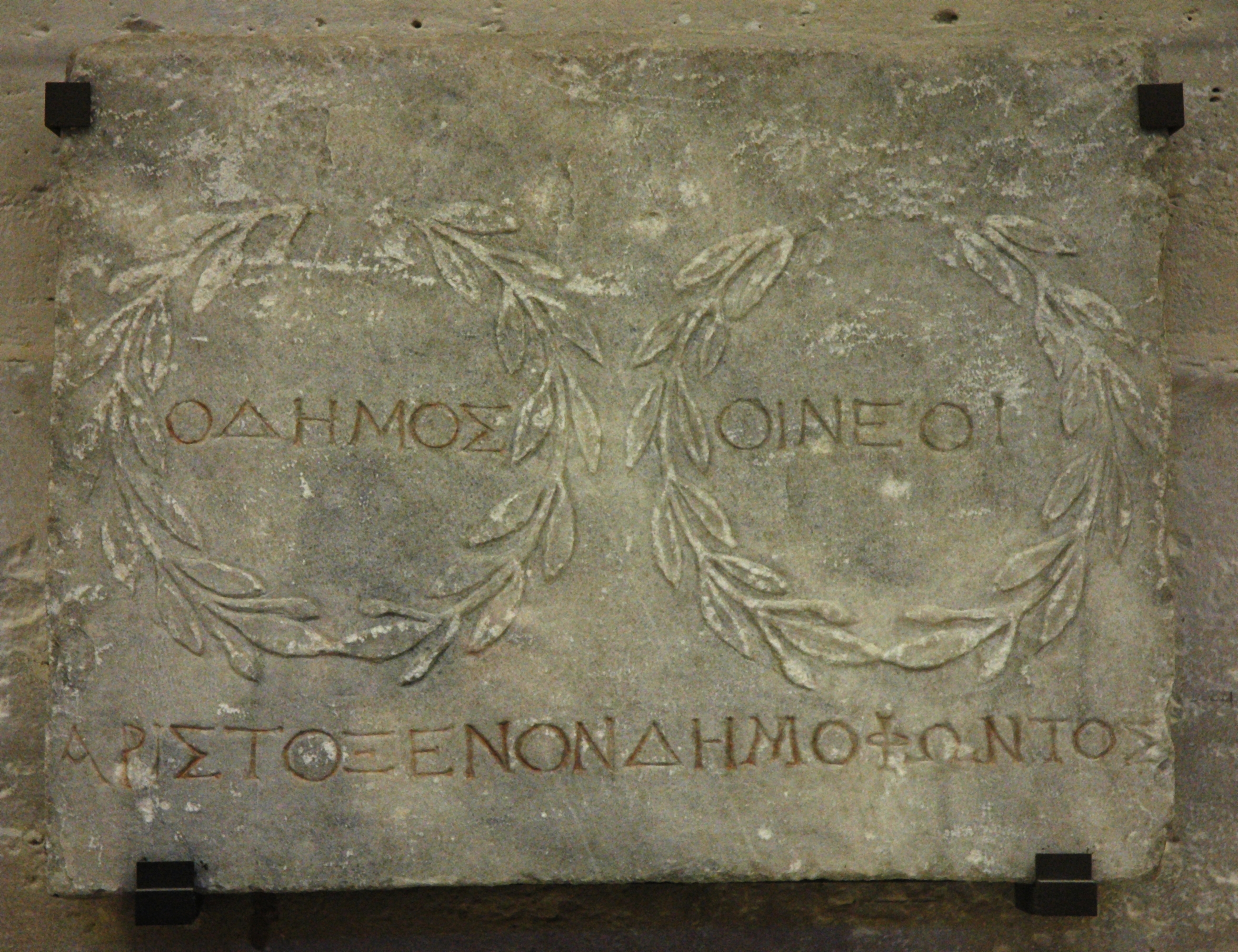
Inscription honorant Aristoxénos, fils de Démophon, sans doute bienfaiteur du gymnase d'Athènes, fin du, musée du Louvre.

À l’instar partir de la deuxième moitié du IVe siècle av. J.-C., et davantage encore à l'époque hellénistique, que de profondes évolutions affectent le financement de la vie publique tel qu'il était organisé jusque-là. Sans que le principe de ce financement par les plus riches, au moins de manière symbolique, soit remis en cause, la légitimité de leur désignation par la cité ne fait plus consensus. L'idée se diffuse que les plus riches ne contribueront pas moins si on les sollicite sans les contraindre : à la même époque, vers 355, Démosthène et Xénophon l'évoquent, l'un dans le Contre Leptine, l'autre dans les Poroi. À la fin du siècle, Démétrios de Phalère abolit les deux plus importantes liturgies athéniennes, la triérarchie, devenue inutile compte tenu du retrait d'Athènes de la scène internationale après sa défaite de 322, et la chorégie, remplacée par une magistrature élective, la « présidence des concours » (agonothésie), dont le financement était pris en charge par l'État. Cependant, les nombreux décrets honorifiques en l'honneur des agonothètes disponibles montrent que les sommes engagées volontairement par ces derniers pour compléter celles prises en charge par la cité dépassaient largement le coût de l'ancienne chorégie. Ainsi, en 284/3, l'agonothète élu, le poète Philippidès, renonce à se faire rembourser par la cité les sommes qu'il a avancées. De la même façon, certaines magistratures anciennes se voient de plus en plus souvent financées par leur titulaire : à Athènes, les prêtres fournissent généralement les victimes des sacrifices, et si le cosmète continue à superviser l'éphébie à l'époque hellénistique, c'est désormais sur ses propres deniers qu'il finance l'essentiel des sacrifices, des prix pour les concours, et l'entretien courant du matériel et des bâtiments. Même si aucun texte ne mentionne en tant que tel que le titulaire de la fonction doit assumer personnellement le coût financier de sa charge, les inscriptions publiées chaque année en son honneur montrent qu'il veille à l'autofinancement de l'institution, certaines soulignant même que la cité n'a rien eu à débourser cette année-là.
On passe ainsi peu à peu à un fonctionnement proche de l'évergétisme, propre, comme l'écrit Aristote, à « sauvegarder les oligarchies » : « Pour les magistratures les plus importantes […], il faut leur attacher des dépenses publiques, pour que le peuple accepte de n'y point participer et ait même de l'indulgence pour les magistrats du fait qu'ils doivent payer leurs magistratures d'une somme aussi importante. » C'est pourquoi « à l'occasion de leur entrée en fonction, les magistrats devront faire des sacrifices magnifiques, et construire quelque monument public ; le peuple, alors, prenant part aux banquets et aux fêtes, et voyant la ville splendidement décorée d’offrandes votives et d'édifices, souhaitera le maintien du régime ; et ce sera pour les notables autant de superbes témoignages des dépenses qu'ils auront faites. »
Pour autant, jusqu'au milieu du IIe siècle av. J.-C., cet évergétisme grec ne correspond pas à la définition qu'en donne Paul Veyne. Comme l'a démontré Philippe Gauthier, il s'agit ici d'un évergétisme qui s'accomplit le plus souvent « exclusivement dans un cadre officiel et civique (magistrature et mission officielle) ». Par ailleurs, au IVe siècle av. J.-C. et sans doute encore à la haute époque hellénistique, la cité ne crée pas pour ses bienfaiteurs (evergetès) de statut distinct, supérieur aux autres citoyens : elle leur reconnaît la qualité et non le titre de bienfaiteur. Elle les remercie ainsi « de se mettre à son service, comme tout autre citoyen, mais à l'aide de moyens supérieurs », de la même façon que les contributions volontaires (epidoseis) permettent à tout un chacun, proportionnellement à ses revenus, de manifester son attachement à la cité par un don de plusieurs talents ou de seulement quelques oboles.
L'évergétisme, en se développant à côté d'un système liturgique « dont il est à la fois la continuation et la négation », permet à la cité d'orienter à son service les dépenses des plus riches de ses membres en insistant davantage qu'auparavant sur les honneurs officiels qui leur sont dus en remerciement. Cette dernière peut ainsi obtenir, chaque fois que cela est nécessaire, que le financement soit assuré pour les plus criants de ses besoins, sans entraîner de dépenses superflues, et sans donner le sentiment de la contrainte aux membres de son élite qui conservent la possibilité de réserver leur richesse à leur usage personnel.
La disparition progressive des liturgies en tant que telles se manifeste dans le glissement du vocabulaire à l'époque hellénistique : le nom leitourgia – et le verbe leitourgein – perd alors sa signification stricte de « dépense imposée par la cité » pour désigner « toute part prise dans une dépense d'intérêt public », y compris parallèlement à une charge publique (magistrature ou prêtrise).
Cette dilution insensible du système liturgique dans un système évergétique partiel ne sera consommée qu'à la basse époque hellénistique. Le financement des cités pourra dès lors être assimilé à celui en vigueur dans l'ensemble de l'empire romain à cette époque, cet évergétisme intégral analysé par Paul Veyne dans son ouvrage Le pain et le cirque.